# Castillo del Castellar

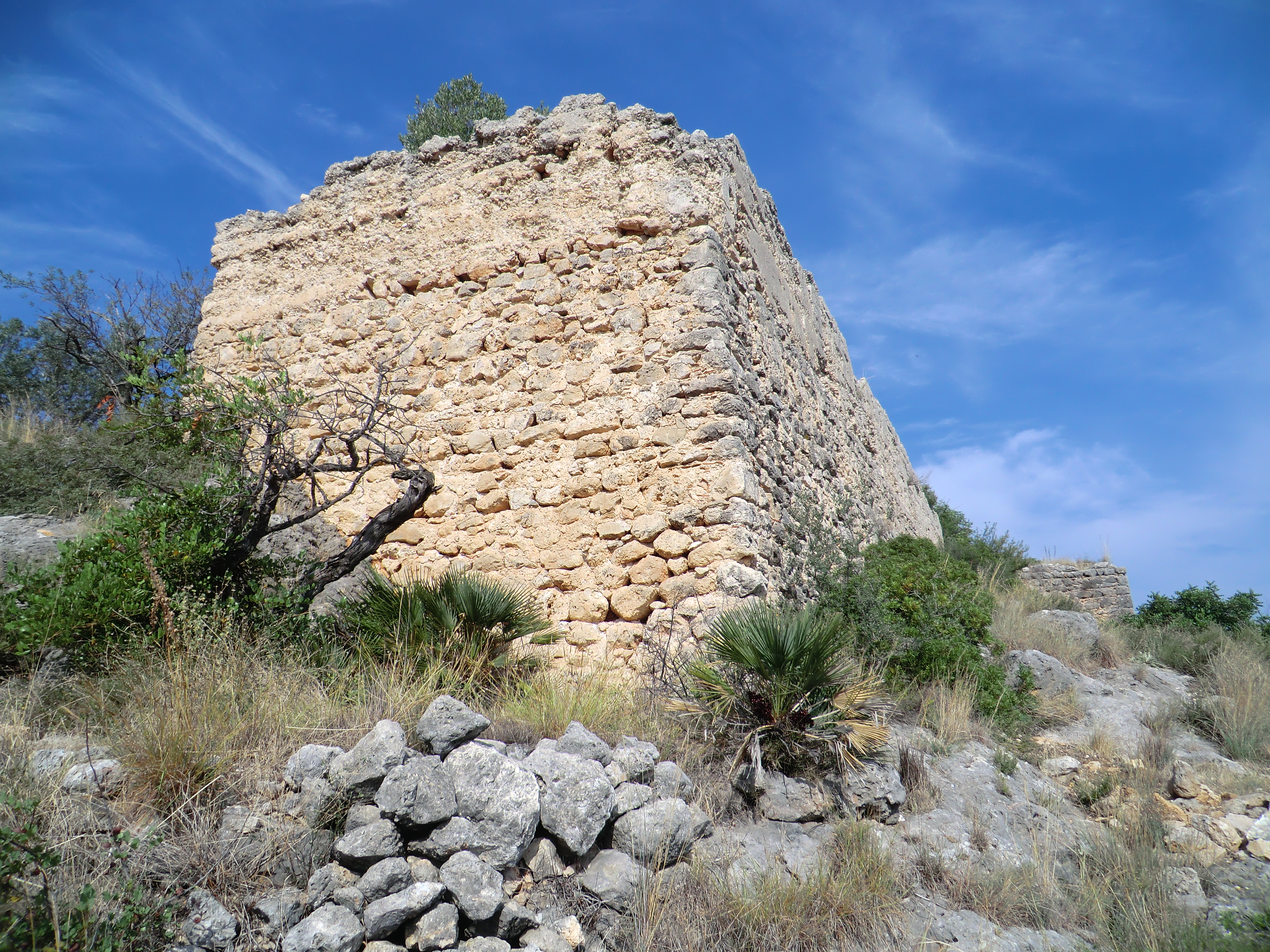
Torre sud del Castillo del Castellar

El Castillo del Castellar, se encuentra ubicado en el municipio de Oliva, en la provincia de Valencia (España). Está declarado Bien de interés cultural, con número de anotación ministerial: R-I-51-0010928, y fecha de anotación 12 de noviembre de 2002.

## Descripción histórico-artística
En las estribaciones de la Sierra de Mustalla, en un enclave paradisíaco, se encuentran las ruinas de esta fortificación. Se trata de un castillo de época árabe (posiblemente del siglo XII). De hecho, Los investigadores P. Guichard y A. Bazana datan la construcción del castillo en época taifal.
Este castillo musulmán es relativamente moderno, dada la tipología de torres cuadradas y con ataludes. Su función debió estrictamente militar, por lo que al dejar de tener uso, debió ser abandonado prontamente, lo cual queda reforzado por la escasez de restos cerámicos. El recinto del castillo, ocupa una superficie aproximada de 2012 metros cuadrados y se accede a través de una entrada acodada, que se encuentra ubicada al sur. Se distinguen las murallas en las que hay cuatro baluartes cuadrangulares. Los más grandes, que se encuentran situados al sur, son los que aseguraban el control del acceso al recinto, mientras que los más pequeños se encuentran al oeste y al este. Por la orografía del terreno la parte norte hacía innecesaria la construcción de elementos de defensa. En el interior del recinto se encuentran los basamentos de una torre. Respecto a los materiales empleados en su construcción, destaca el tapial a partir de pizarras grandes, tierra y cal. En la parte exterior del castillo se conservan aspectos ornamentales como una inscripción árabe.